# L'Iguane à la langue de feu
Pour plus de détails, voir Fiche technique et Distribution.
L'Iguane à la langue de feu (L'iguana dalla lingua di fuoco) est un giallo germano-franco-italien coécrit et réalisé par Riccardo Freda, sorti en 1971.

## Synopsis
À Dublin, une jeune femme est retrouvée morte dans le coffre de la voiture de l'ambassadeur Sobierski. Le cadavre est horriblement mutilé : le tueur a brûlé son visage avec de l'acide puis l'a égorgée. 
L'ancien inspecteur John Norton, viré de la police en raison de ses méthodes brutales, se charge lui-même de l'investigation. Il enquête dans l'entourage de Sobiesky, qui entretenait une relation sexuelle avec la victime, ce que ne facilite pas l'immunité diplomatique et le souci de discrétion du plénipotentiaire. Mais les meurtres s'enchaînent autour du notable et de ses proches. Alors que le tueur en série sévit, Norton rencontre la belle-fille de l'ambassadeur, Helen, avec qui il entame une liaison. Les deux amoureux se lient pour percer au grand jour les secrets de sa famille qui pourraient conduire à la découverte de l'identité du meurtrier...

## Fiche technique
- Titre original : L'iguana dalla lingua di fuoco
- Titre français : L'Iguane à la langue de feu[1]
- Réalisation et montage : Riccardo Freda (sous le nom de Willy Pareto)
- Scénario : Sandro Continenza (sous le nom de Alessandro Continenza) et Riccardo Freda (sous le nom de Willy Pareto)
- Musique : Stelvio Cipriani
- Photographie : Silvano Ippoliti
- Société de production : Oceania Produzioni Internationali Cinematografica, Les Films Corona et Terra Filmkunst
- Société de distribution : Euro International Film
- Pays d'origine :  Italie /  France /  Allemagne de l'Ouest
- Langue originale : italien
- Format : couleur
- Genre : giallo
- Durée : 94 minutes
- Dates de sortie : 
  - Italie : 24 août 1971

## Distribution
- Luigi Pistilli : détective John Norton
- Dagmar Lassander : Helen Sobiesky
- Anton Diffring : l'ambassadeur Sobiesky
- Arthur O'Sullivan : inspecteur Lawrence
- Werner Pochath : Marc Sobiesky
- Dominique Boschero : la maîtresse de l'ambassadrice
- Valentina Cortese : Mrs. Sobiesky
- Renato Romano : Mandel
- Sergio Doria : Walter
- Ruth Durley : la mère de Norton